# John Dahl (Regisseur)

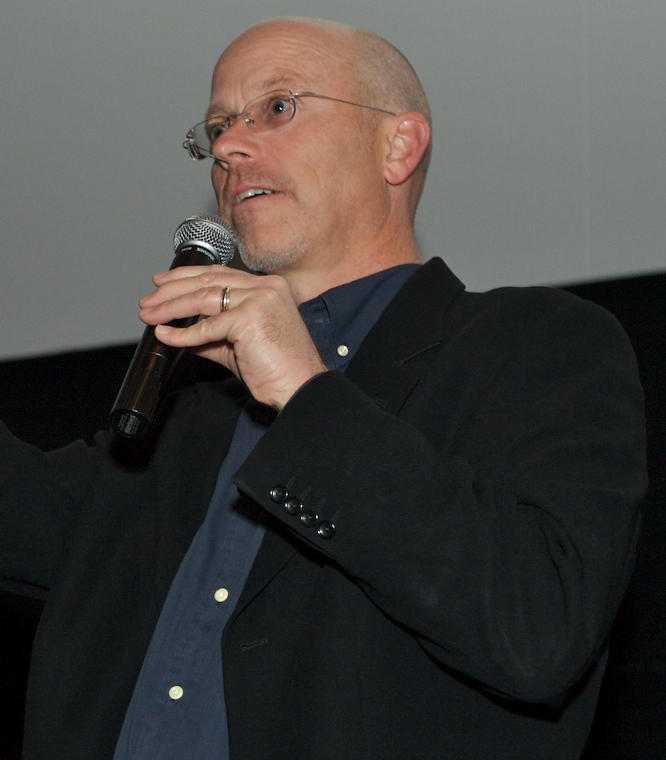
John Dahl (2007)

John Dahl (* 1956 in Billings, Montana) ist ein US-amerikanischer Storyboard-Zeichner, Film- und Fernsehregisseur. Bekannt wurde er durch die Neo-Noir-Trilogie Kill me again, Red Rock West und Die letzte Verführung sowie den auf einer wahren Begebenheit aus dem Jahr 1945 basierenden Kriegsfilm The Great Raid – Tag der Befreiung.

## Leben und Karriere
Als zweitältestes von vier Kindern verlebte Dahl seine Kindheit und Jugend im US-Bundesstaat Montana. Nach dem College studierte er auf der Universität von Montana Kunstgeschichte und Film. Mitstudent an der Montana State University war der Schauspieler Bill Pullman. Pullman, der unter anderem durch die Komödie Schlaflos in Seattle international bekannt wurde, übernahm später Rollen in mehreren Dahl-Filmen. Nebenher spielte Dahl Gitarre in der Punkband The Pugs. An der MSU lernte er auch seine spätere Frau kennen – die Kameraassistentin Beth Friedberg, die in Dahls frühen Produktionen die Parts Schnitt, technische Assistenz sowie Postproduktion mit übernahm. Um seine Ausbildung zum Regisseur fortzusetzen, zog er zusammen mit Beth Friedberg nach Los Angeles, wo er am American Film Institute weiterstudierte. Während des Studiums drehte John Dahl die obligatorischen Kurzfilme – insgesamt drei an der Zahl. Seinen Brancheneinstieg absolvierte er mit Werbefilmen und Videoclips – unter anderem für die Funkformation Kool and the Gang und den Rockgitarristen Joe Satriani. Daneben profilierte er sich als Storyboard-Zeichner für Mainstream-Filmprojekte wie RoboCop von Paul Verhoeven und Gefährliche Freundin von Jonathan Demme.
Mit Kill me again lieferte Dahl 1989 seinen ersten Langfilm. Der Film – ein Psychothriller in der Tradition des Film Noir – gelangte auch in Europa in die Kinos. Lakonische, mit schwarzem Humor unterlegte Noir-Streifen im Stil der Coen-Brüder waren auch in den Folgejahren Dahls Markenzeichen. Die mit Kill me again begonnene Neo-Noir-Trilogie setzte Dahl fort mit den Filmen Red Rock West (1992, mit Nicolas Cage, Lara Flynn Boyle und Dennis Hopper) sowie Die letzte Verführung (1994, mit Linda Fiorentino, Bill Pullman und Peter Berg). Gemeinsames Hauptmotiv aller drei Filme: Femme fatales, die zum Katalysator werden für die Handlung des jeweiligen Films. Der als Genrefilm überdurchschnittlich erfolgreiche Thriller Die letzte Verführung brachte für die bislang unbekannte Schauspielerin Linda Fiorentino den entscheidenden Durchbruch – einen Erfolg, den sie ein Jahr später mit einer ähnlichen Rolle in Jade von Altmeister William Friedkin (French Connection) wiederholte.
Mit dem Psychothriller Unforgettable (1996; Hauptrollen: Ray Liotta, Linda Fiorentino und Peter Coyote), der in der Welt des Pokers spielenden Krimigeschichte Rounders (1998; Hauptrollen: Matt Damon und Edward Norton), dem Horror-Roadmovie Joyride – Spritztour aus dem Jahr 2001 sowie der Krimikomödie You Kill Me (2007; mit Ben Kingsley und Bill Pullman) produzierte Dahl weiter ambitionierte Noir-Genrefilme. Trotz überwiegend positiver Kritiken sowie – im Fall Joyride – vereinzelter Nominierungen für Branchen-Auszeichnungen erschien die Mehrzahl der aufgeführten Titel lediglich als DVD. Als ambitionierter Langfilm kam 2005 The Great Raid – Tag der Befreiung auf den Markt. Der Kriegsfilm, der eine wahre Begebenheit zum Thema hat (die Einnahme eines japanischen Kriegsgefangenenlagers auf der Philippinen-Hauptinsel Luzon durch US-amerikanische Ranger-Einheiten im April 1945), erhielt zwar positive Kritiken. Der Film floppte allerdings an der Kinokasse und erschien in Deutschland lediglich in DVD-Form. Die lakonisch-ungefilterte Gewaltdarstellung hatte darüber hinaus zur Folge, dass die FSK den Film mit dem Etikett „Keine Jugendfreigabe“ versah. Zusammen mit seinem Bruder Rick Dahl, mit dem er bereits bei Rounders zusammengearbeitet hatte, war John Dahl auch an einer dokumentarischen Kriegsnachbereitung beteiligt über jüdische Kampfeinheiten im Zweiten Weltkrieg: Striking Back: A Jewish Commando’s War Against The Nazis.
In den letzten Jahren war Dahl vor allem als Episodenregisseur tätig für Horror-, Fantasy- und Krimi-Fernsehserien wie True Blood, Breaking Bad, Battlestar Galactica, Vampire Diaries, Dexter und Life. John Dahl lebt mit Beth Friedberg zusammen. Das Paar hat vier Kinder.

## Stil und Kritiken
In der US-Filmbranche gilt John Dahl als Spezialist für schnörkellose Neo-Noir-Filme – versehen mit einer Prise abgründigem Humor. Kollegen und Partner wie J. J. Abrams heben bei Dahl insbesondere die realistisch-menschlichen Ausarbeitungen der Hauptfiguren hervor sowie das Beziehungsgeflecht, welches die Handlung in seinen Filmen letztendlich vorantreibt. Das Film-Weblog Lichtermagazin bezeichnete Dahl als „cineastischen Weirdo“, allerdings als einen „Spinner im positiven Sinne, den man reinen Gewissens als geistigen Bruder der Coen-Brüder bezeichnen darf.“ Das Filmportal kino.de charakterisierte Dahls Stil wie folgt: „Aus einem Liebhaber des Film Noir, der mit seinen ersten Filmen der Schwarzen Serie seine Reverenz erwies, wurde Regisseur John Dahl zu einem ausgefuchsten Thrillerspezialisten, der seine fulminanten Albtraumkrimis gern mit Motiven aus Road Movies koppelt. Dahls Kino wurde von Donald Lyons als ‚abstract noir‘ bezeichnet, weil es im Gegensatz zu seinen Vorbildern die sozialen Aspekte weitgehend beiseite lässt und die Genremuster variiert.“
Auch die Feuilletons bundesdeutscher Print-Leitmedien rezensierten mehrere von Dahls Filmen. Die Frankfurter Allgemeine Zeitung beispielsweise wertete You Kill Me aus dem Jahr 2007 als tragischen Thriller und „gute Schule für Fatalismus“. Gemischt urteilte Die Zeit über Dahls zweiten Film, Red Rock West. Fazit: „In ‚Wild at Heart‘ rasten die Helden quer über den Kontinent, in ‚Red Rock West‘ geht ihnen ständig das Benzin aus. Sie kommen nicht vom Fleck, und der Film tritt mit ihnen auf der Stelle, allen Finten, Actionszenen und Fluchtversuchen zum Trotz.“
Eher knapp gehaltene Feedbacks erfuhr Dahls Kriegsfilm The Great Raid. Lapidarer Hinweis in der Süddeutschen Zeitung: „‚The Great Raid‘ […] ist ein klassischer Kriegsfilm, die Front ist klar gezogen, die Schikanen und Greuel der Japaner werden gnadenlos ausgespielt, auch der Untergrund ist involviert, der Medizin ins Lager schmuggelt.“ Mehr Faktenmaterial zum Flop dieses Films lieferte das Film-Spezialportal Schnittberichte.com: „Als der Streifen 2005 in den US-Kinos anlief, floppte er gewaltig und spielte gerade mal gut 10 % der Produktionskosten ein. Durch diese schlechten Zahlen lief der Film bei uns erst gar nicht in den Kinos, sondern wurde von Buena Vista als Direct-to-DVD-Release in die Läden gestellt. Der Film bekam die Kennzeichnung ‚keine Jugendfreigabe‘. Dies dürfte weniger an blutigen Kampfszenen liegen, denn die halten sich in Grenzen. Es liegt sicher viel mehr an der schonungslosen Darstellung der japanischen Exekutionen und Folterungen ihrer Gefangenen.“

## Filmografie (Auswahl)
- 1989: Kill me again
- 1992: Red Rock West
- 1993: Fallen Angels (Fernsehserie, Folge Tomorrow I Die)
- 1994: Die letzte Verführung (The Last Seduction)
- 1996: Unforgettable
- 1998: Rounders
- 2001: Joyride – Spritztour (	Joy Ride)
- 2005: Tilt (Fernsehserie, Folge Shuffle Up and Deal)
- 2005: The Great Raid – Tag der Befreiung (The Great Raid)
- 2007: You Kill Me
- 2007: Life (Fernsehserie, Folge Powerless)
- 2007–2014: Californication (Fernsehserie)
- 2008: Fear Itself (Fernsehserie, Folge Chance)
- 2008: True Blood (Fernsehserie, Folgen: Mine, Never Let Me Go, Timebomb und Hitting the Ground)
- 2009: Battlestar Galactica (Fernsehserie, Folge The Oath)
- 2008–2013: Dexter (Fernsehserie)
- 2009: Breaking Bad (Fernsehserie, Folge Down)
- 2009–2010: Vampire Diaries (The Vampire Diaries, Fernsehserie, Folgen Friday Night Bites und Brave New World)
- 2010: Hellcats (Fernsehserie, Folge The Match Game)
- 2010–2014: Justified (Fernsehserie)
- 2011–2012: Shameless (Fernsehserie, 2 Folgen)
- 2013–2016: Ray Donovan (Fernsehserie, 6 Episoden)
- 2015: House of Cards (Fernsehserie, 2 Folgen)
- 2015–2017: The Affair (Fernsehserie, 5 Folgen)
- 2017: Marvel’s Iron Fist (Fernsehserie, 2 Folgen)
- seit 2017: The Good Doctor (Fernsehserie)
- 2020: Servant (Fernsehserie, Folge Balloon)